# Jean-Bertin Nadonye Ndongo
Jean-Bertin Nadonye Ndongo, O.F.M. Cap. (Botuzu, 24 maart 1965) is een Congolees, rooms-katholiek geestelijke, kapucijn en bisschop van Lolo in Congo-Kinshasa.
Hij trad binnen bij de kapucijnen en werd in 1992 tot priester gewijd. Hij was parochiepriester in Bwamanda en vervolgens werd hij provinciaal overste van zijn orde en daarna was hij actief voor de kapucijnen over heel Afrika en in Rome. In 2015 werd hij gewijd tot bisschop van Lolo, een landelijk bisdom in de Evenaarsprovincie waar de norbertijnen van Postel actief waren. Hij zette er een systeem van cathechisten op om de afgelegen geloofsgemeenschappen regelmatig te kunnen bedienen.